# Manuela de la Santa Cruz y Espejo
Manuela de la Santa Cruz Espejo y Aldaz (San Francisco de Quito, 20 de diciembre de 1753-Ibidem, 1829) fue una periodista, enfermera, feminista y revolucionaria ecuatoriana. Fue hermana de Eugenio Espejo, con quien compartió el pensamiento ilustrado y los ideales independentistas. Junto a su hermano y a su esposo José Mejía Lequerica, impulsaron las reformas a la monarquía católica desde los ideales de la ilustración y lucharon por su implementación política.

## Biografía
María Manuela Dominga
Colaboró en el diario Primicias de la Cultura de Quito bajo el seudónimo de "Erophilia", desde donde defendía a sus hermanos perseguidos por las autoridades españolas y publicaba manifiestos por un mejor trato a la mujer y los más desposeídos.Fue la quinta y última hija del matrimonio conformado por Luis Espejo y Catalina Aldaz, quienes le proporcionaron una severa educación enfocada especialmente en la medicina y las ciencias naturales, aunque no de manera formal debido al limitado acceso de la mujer a las universidades en aquella época.
Contrajo matrimonio con el jurisconsulto José Mejía Lequerica, 22 años menor a ella, en la iglesia de El Sagrario. Los padrinos del enlace fueron Juan de Dios Morales y su esposa, María Oleas. Pese a la simpatía por las causas independentistas y científicas que el matrimonio tenía en común, cuando Mejía se trasladó como diputado a las Cortes de Cádiz entabló una relación con la joven andaluza Gertrudis Sanalova y Benito, a quien dejó como su heredera universal al morir. Viviría entonces Manuela junto a la familia de Juan de Dios Morales.

### Vida pública
Manuela solía acompañar a su hermano Eugenio en calidad de enfermera durante las visitas médicas que realizaba, sirvió durante la epidemia de fiebre amarilla que asoló la ciudad en 1785, y cuidó de su hermano Juan Pablo cuando este enfermó en 1764; por lo que es considerada la precursora de la enfermería en el actual territorio ecuatoriano. Su formación se reforzó gracias al científico Lorenzo Heinster, que le heredó veintiséis volúmenes sobre temas médicos.
Procesos de la Revolución Quiteña|fecha=2009|editorial=FONSAL|ubicación=Quito|isbn=978-9978-366-32-5|páginas=2ga de Espejo y Aldaz, nombre que consta en la iglesia parroquial de El Sagrario, nació el 20 de diciembre de 1753 en la ciudad de Quito, entonces capital de la Real  Audiencia de Quito, parte del Imperio español. Fue la quinta y última hija del matrimonio conformado por Luis Espejo y Catalina Aldaz, quienes le proporcionaron una severa educación enfocada especialmente en la medicina y las ciencias naturales, aunque no de manera formal debido al limitado acceso de la mujer a las universidades en aquella época.
Contrajo matrimonio con el jurisconsulto José Mejía Lequerica, 22 años menor a ella, en la iglesia de El Sagrario. Los padrinos del enlace fueron Juan de Dios Morales y su esposa, María Oleas. Pese a la simpatía por las causas independentistas y científicas que el matrimonio tenía en común, cuando Mejía se trasladó como diputado a las Cortes de Cádiz entabló una relación con la joven andaluza Gertrudis Sanalova y Benito, a quien dejó como su heredera universal al morir. Viviría entonces Manuela junto a la familia de Juan de Dios Morales.
Manuela solía acompañar a su hermano Eugenio en calidad de enfermera durante las visitas médicas que realizaba, sirvió durante la epidemia de fiebre amarilla que asoló la ciudad en 1785, y cuidó de su hermano Juan Pablo cuando este enfermó en 1764; por lo que es considerada la precursora de la enfermería en el actual territorio ecuatoriano. Su formación se reforzó gracias al científico Lorenzo Heinster, que le heredó veintiséis volúmenes sobre temas médicos.
21-225|fechaacceso=15 de octubre de 2015|idioma=español}}</ref> Es por ello que Manuela es considerada la primera mujer periodista ecuatoriana y pionera de los movimientos feministas y sociales en el país.
Como miembro del círculo independentista que se creó alrededor de su hermano Eugenio, Manuela participaba activamente de las reuniones y servía como correo entre los conspiradores, de la misma manera tuvo que defender a sus hermanos cuando fueron perseguidos, pagando abogados y acompañándolos en los encierros.

## Conmemoración
El municipio de Quito creó en su nombre un reconocimiento para mujeres destacadas que aporten a la urbe quiteña o al país con una labor preponderante, el premio Manuela Espejo. Lenín Moreno, cuando ejerció el cargo de vicepresidente del Ecuador, fundó la Misión Solidaria Manuela Espejo en 2009.